# Amélie Cederschiöld
Amélie Hilda Maria Cederschiöld, född Sterky 14 oktober 1853 i Hamburg, död 2 juni 1934 i Oscars församling i Stockholm, var en svensk föreningsaktivist. Hon är främst känd för sitt engagemang i Svenska Federationen.

## Biografi
Amélie Cederschiöld var dotter till ministerresidenten Carl Gustaf Sterky och Maria Matilda Moll. Hon gifte sig den 21 oktober 1871 i Hamburg med Henrik Cederschiöld (1842–1908).
Cederschiöld är känd för sin verksamhet i Svenska Federationen, där hon aktivt deltog i kampanjen mot reglementerad prostitution. Hon beskrivs som en av föreningens mest radikala krafter. Hon förespråkade kvinnlig solidaritet i prostitutionsfrågan och sade:
Så länge tusenden och åter tusenden af våra medsystrar äro beröfvade sin frihet och sin menniskorätt, så länge äro också vi förnedrade, och all den aktning, som kanske kommer en och annan af oss till del, är utan betydelse, ty här gäller det icke allenast den enskilda, utan hela vårt släkte.  Hon menade att kampanjen vore mer framgångsrik om kvinnor organiserade sig, men att de tvekade att göra det eftersom ”De frukta hån af sin omgifning, sina manliga bekanta, ja till och med af sina män.” Hon efterlyste fäders ansvar i uppfostran av sina söner i frågan:
"Huru kan en fader påstå sig hafva gjort allt för sin sons uppfostran, om han ej vill skydda qvinnans rätt! […] Den, som är van att respektera sin nästas personlighet, skall aldrig förgripa sig på densamma, såsom nu tyvärr ofta är fallet. För att män skulle respektera kvinnors rättigheter och för att den rådande sexualmoralen skulle förändras måste de emellertid påverkas redan som spädbarn, då […] gossen ofta redan från vaggan vänjes att befalla öfver sina systrar, hvilka städse borde vara färdiga till hvarje uppoffring för brodern, den blifvande mannen. Detta förhållande hade bragt mannen till egoism och förtrampande af sin svagare systers rätt, hvilken återigen hade utmynnat i reglementet för prostituerade qvinnor."
Amélie Cederschiöld var mycket aktiv i Federationen under dess första år - som också var dess mest aktiva - men försvann ur debatten efter 1884.